# 新座郡
- 令制国一覧 > 東海道 > 武蔵国 > 新座郡
- 日本 > 関東地方 > 埼玉県 > 新座郡

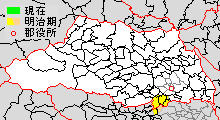
埼玉県新座郡の範囲（薄黄：後に他郡に編入された区域）

新座郡（にいくらぐん）は、埼玉県（武蔵国）にあった郡。

## 郡域
現在の行政区画では概ね以下の区域に相当する。一部が比較的早い時期に東京府に編入されたこともあって、昭和時代の初期に、これらの地域から埼玉県に対して東京府への編入願いが出されたことがある。
埼玉県
- 和光市（全域）
- 朝霞市（全域）
- 新座市（全域）
- 志木市（本町一 - 六丁目、柏町一 - 六丁目、幸町一 - 四丁目、館一・二丁目）
- 戸田市（重瀬）

東京都
- 練馬区（東大泉一 - 七丁目を除く大泉地区）
- 西東京市（旧保谷市域。ひばりが丘（一部を除く）、ひばりが丘北、住吉町、栄町、北町、下保谷、東町、中町、泉町、保谷町、富士町、東伏見、柳沢、新町）

## 歴史
旧仮名遣いでの読みはにひくら。はじめ新羅郡（しらぎぐん、しらぎのこおり）として設けられ、字を新座郡（しらぎぐん、しらぎのこおり）と改めてから、その字に引きずられてにいくらの読みが正式となったと考えられる。時代によっては志楽・志楽木・志羅木（しらぎ）、志木（しき）、新倉（にいくら）などとも表記し、にいざと読まれたこともある。
古墳時代の遺跡として、根岸台古墳群（一夜塚古墳、柊塚古墳）、内間木古墳群、吹上横穴墓群などがある。
天平宝字2年（758年）8月24日に、朝廷は帰化新羅僧32人、尼2人、男19人、女21人を武蔵国の空いた場所に移した。これが新羅郡の始まりという。これより前、武蔵国には持統天皇元年（687年）と4年（690年）等も新羅人が移されていた。
日本書紀によると、天智天皇5年（666年）百済男女２千余人東国移住。凡そ緇素（出家者と非出家者）を択ばず。癸亥年より3年間、同様に官食を給賜する。天武13年（684年）「百済人僧尼以下23人を武蔵國へ移す」。持統天皇元年（687年）新羅の僧侶及び百姓の男女22人を武蔵国に移住させ、いずれも土地と食料を給付し、生活が出来るようにする。持統天皇4年（690年）帰化した新羅の韓奈末許満等12人を武蔵国に居住させる。
また続日本紀にも、天平５年（733年）「埼玉郡の新羅人徳師ら53人に金姓を与える」。天平宝字3年（759年）飢餓で多数渡来した新羅人難民に対して、帰国したい者があれば食料等を与えたうえで帰国させよとする勅を太宰府に出す。天平宝字4年（760年）帰国を希望せず帰化した新羅人131人を武蔵国に置く。天平宝字5年（761年）新羅征討に備え、武蔵国の少年20人ずつに、新羅語を習わせる。宝亀11年（780年）新羅郡の人沙良真熊らに広岡造の姓を賜る。
他の六国史にも、弘仁11年（820年）、遠江国・駿河国に配された新羅人700人が反逆し、伊豆国の穀物を盗み船に乗って海上に出るが、相模・武蔵等七国の援兵が動員され追討（弘仁新羅の乱）。貞観12年（870年）清倍、鳥昌、南卷、安長、全連の新羅人5人を武蔵国に配するとある。
この後いつ改称されたかは不明だが、平安時代の『延喜式』には「新座郡」と記録されており、『和名類聚抄』では新座と書いて「にひくら」と読ませるようになった。その郷は志木郷と余戸で、ごく小さな郡であった。
郡衙跡については、『新編武蔵風土記稿』に午傍山が新羅王居跡と記されているが時代が合わず、須恵器が出土した和光市の花の木遺跡が有力視されている。また新編武蔵風土記稿には「新倉郡」（にいくら）と呼ばれるようになり、さらに「新座郡」（にいざ）になったとある。
明治時代の郡役所は北足立郡の浦和町に共同で置かれていた。1896年（明治29年）3月29日、郡制施行により全域が北足立郡に編入されて消滅した。

### 近世以前の沿革
- 天平宝字2年（758年）8月24日 - 新羅の僧尼男女を武蔵国に移して新羅郡を置く。
- 宝亀11年（780年）5月11日 - 新羅郡の人沙良真熊ら2人に広岡造の姓を賜った。

### 近代以降の沿革
- 「旧高旧領取調帳」に記載されている明治初年時点での支配は以下の通り。幕府領は松村忠四郎支配所が管轄。（1町1宿23村）

| 知行         | 知行               | 村数        | 村名 |
| ------------ | ------------------ | ----------- | --- |
| 幕府領       | 幕府領             | 12村        | 上内間木村、下内間木村、上新倉村、台村、根岸村、岡村、溝沼村、下保谷村、上保谷村、上保谷新田、膝折村、橋戸村 |
| 幕府領       | 幕府領・旗本領     | 4村         | 宮戸村、浜崎村、田島村、下新倉村                                                                             |
| 幕府領       | 幕府領・伊賀者給地 | 1村         | 白子村 |
| 藩領         | 上野高崎藩         | 1町 1宿 3村 | 菅沢村、大和田町、北野村、野火止村、志木宿                                                                   |
| 幕府領・藩領 | 幕府領・出羽長瀞藩 | 2村         | 小榑村、片山村                                                                                               |
| その他       | 寺社領             | 1村         | 西堀村 |

- 慶応4年

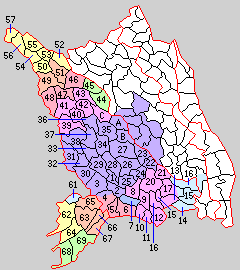
61.志木町 62.大和田町 63.膝折村 64.片山村 65.内間木村 66.新倉村 67.白子村 68.保谷村 69.榑橋村（赤：戸田市 63+65：朝霞市 66+67：和光市 黄：新座市 水色：志木市 緑：東京府に編入 1 - 57およびA - Cは北足立郡）

  - 7月10日（1868年8月27日） - 旧幕府代官の松村長為（忠四郎）が武蔵知県事に就任。
  - 8月8日（1868年8月27日） - 武蔵知県事が松村長為から古賀定雄（一平）に交代。
- 明治2年
  - 1月13日（1869年2月23日） - 武蔵知県事・古賀定雄の管轄区域に品川県を設置。
  - 11月1日（1869年12月3日） - 出羽長瀞藩が藩庁を移転して上総大網藩となる。
- 明治4年
  - 2月17日（1871年4月6日） - 上総大網藩が藩庁を移転して常陸龍崎藩となる。
  - 7月14日（1871年8月29日） - 廃藩置県により、藩領が高崎県、龍崎県となる。
  - 11月14日（1871年12月25日） - 第1次府県統合により、全域が入間県の管轄となる。
- 1873年（明治6年）6月15日 - 入間県が群馬県（第1期）と合併して熊谷県となる。
- 1874年（明治7年）9月 - 引又村および舘村が合併し志木宿となる。
- 1875年（明治8年）4月8日 野寺村、中沢村、十二天村、下中沢村、下片山村、石神村、原ケ谷戸村、辻村、掘ノ内村、栗原村が合併し、片山村となる。
- 1876年（明治9年）8月21日 - 第2次府県統合により、熊谷県が武蔵国の管轄地域を埼玉県に合併して群馬県（第2期）に改称。当郡域は埼玉県の管轄となる。
- 1879年（明治12年）3月17日 - 郡区町村編制法の埼玉県での施行により、行政区画としての新座郡が発足。北足立郡浦和宿に設置された北足立郡役所の管轄となる。
- 1889年（明治22年）4月1日 - 町村制の施行により、以下の町村が成立。（2町7村）
  - 志木町（志木宿が単独町制。現・志木市）
  - 大和田町 ← 大和田町、野火止村、北野村、菅沢村、西堀村（現・新座市）
  - 膝折村 ← 膝折村、溝沼村、岡村、台村、根岸村（現・朝霞市）
  - 片山村（片山村が単独村制。現・新座市）
  - 内間木村 ← 上内間木村、浜崎村、田島村、宮戸村（現・朝霞市）、下内間木村（現朝霞市・戸田市）
  - 新倉村（上新倉村が単独村制。現・和光市および東京都練馬区）
  - 白子村 ← 白子村、下新倉村（現和光市）
  - 保谷村 ← 下保谷村、上保谷村、上保谷新田（現・東京都西東京市）
  - 榑橋村 ← 小榑村、橋戸村（現・東京都練馬区）
  - 野火止村の飛地が北多摩郡清瀬村の一部となる。
- 1891年（明治24年）6月15日 - 榑橋村および新倉村の一部（長久保）が東京府北豊島郡石神井村の一部（旧上土支田村）と合併して東京府北豊島郡大泉村が発足。郡より離脱。（2町6村）
- 1896年（明治29年）4月1日 - 北足立郡・新座郡の区域をもって、改めて北足立郡が発足。同日新座郡廃止。

### 変遷表
| 明治22年以前 | 明治22年以前 | 明治22年4月1日       | 明治22年 - 明治28年                         | 明治29年 - 大正15年               | 明治29年 - 大正15年                  | 昭和元年 - 昭和17年                            | 昭和18年 - 昭和29年                          | 昭和18年 - 昭和29年                          | 昭和30年 - 昭和64年                  | 昭和30年 - 昭和64年                | 平成元年 - 現在                       | 現在            |
| ------------ | ------------ | -------------------- | ------------------------------------------- | --------------------------------- | ------------------------------------ | ---------------------------------------------- | -------------------------------------------- | -------------------------------------------- | ------------------------------------ | ---------------------------------- | ------------------------------------- | --------------- |
| 大和田町     | 大和田町     | 大和田町             | 大和田町                                    | 明治29年3月29日 北足立郡 大和田町 | 明治29年3月29日 北足立郡 大和田町    | 北足立郡 大和田町                              | 北足立郡 大和田町                            | 北足立郡 大和田町                            | 昭和30年3月1日 北足立郡 新座町       | 昭和45年11月1日 市制               | 新座市                                | 新座市          |
| 野火止村     |              | 大和田町             | 大和田町                                    | 明治29年3月29日 北足立郡 大和田町 | 明治29年3月29日 北足立郡 大和田町    | 北足立郡 大和田町                              | 北足立郡 大和田町                            | 北足立郡 大和田町                            | 昭和30年3月1日 北足立郡 新座町       | 昭和45年11月1日 市制               | 新座市                                | 新座市          |
| 北野村       |              | 大和田町             | 大和田町                                    | 明治29年3月29日 北足立郡 大和田町 | 明治29年3月29日 北足立郡 大和田町    | 北足立郡 大和田町                              | 北足立郡 大和田町                            | 北足立郡 大和田町                            | 昭和30年3月1日 北足立郡 新座町       | 昭和45年11月1日 市制               | 新座市                                | 新座市          |
| 菅沢村       |              | 大和田町             | 大和田町                                    | 明治29年3月29日 北足立郡 大和田町 | 明治29年3月29日 北足立郡 大和田町    | 北足立郡 大和田町                              | 北足立郡 大和田町                            | 北足立郡 大和田町                            | 昭和30年3月1日 北足立郡 新座町       | 昭和45年11月1日 市制               | 新座市                                | 新座市          |
| 西堀村       |              | 大和田町             | 大和田町                                    | 明治29年3月29日 北足立郡 大和田町 | 明治29年3月29日 北足立郡 大和田町    | 北足立郡 大和田町                              | 北足立郡 大和田町                            | 北足立郡 大和田町                            | 昭和30年3月1日 北足立郡 新座町       | 昭和45年11月1日 市制               | 新座市                                | 新座市          |
| 野寺村       | 野寺村       | 明治8年4月8日 片山村 | 片山村                                      | 明治29年3月29日 北足立郡 片山村   | 明治29年3月29日 北足立郡 片山村      | 北足立郡 片山村                                | 北足立郡 片山村                              | 北足立郡 片山村                              | 昭和30年3月1日 北足立郡 新座町       | 昭和45年11月1日 市制               | 新座市                                | 新座市          |
| 中沢村       |              | 明治8年4月8日 片山村 | 片山村                                      | 明治29年3月29日 北足立郡 片山村   | 明治29年3月29日 北足立郡 片山村      | 北足立郡 片山村                                | 北足立郡 片山村                              | 北足立郡 片山村                              | 昭和30年3月1日 北足立郡 新座町       | 昭和45年11月1日 市制               | 新座市                                | 新座市          |
| 十二天村     |              | 明治8年4月8日 片山村 | 片山村                                      | 明治29年3月29日 北足立郡 片山村   | 明治29年3月29日 北足立郡 片山村      | 北足立郡 片山村                                | 北足立郡 片山村                              | 北足立郡 片山村                              | 昭和30年3月1日 北足立郡 新座町       | 昭和45年11月1日 市制               | 新座市                                | 新座市          |
| 下中沢村     |              | 明治8年4月8日 片山村 | 片山村                                      | 明治29年3月29日 北足立郡 片山村   | 明治29年3月29日 北足立郡 片山村      | 北足立郡 片山村                                | 北足立郡 片山村                              | 北足立郡 片山村                              | 昭和30年3月1日 北足立郡 新座町       | 昭和45年11月1日 市制               | 新座市                                | 新座市          |
| 下片山村     |              | 明治8年4月8日 片山村 | 片山村                                      | 明治29年3月29日 北足立郡 片山村   | 明治29年3月29日 北足立郡 片山村      | 北足立郡 片山村                                | 北足立郡 片山村                              | 北足立郡 片山村                              | 昭和30年3月1日 北足立郡 新座町       | 昭和45年11月1日 市制               | 新座市                                | 新座市          |
| 石神村       |              | 明治8年4月8日 片山村 | 片山村                                      | 明治29年3月29日 北足立郡 片山村   | 明治29年3月29日 北足立郡 片山村      | 北足立郡 片山村                                | 北足立郡 片山村                              | 北足立郡 片山村                              | 昭和30年3月1日 北足立郡 新座町       | 昭和45年11月1日 市制               | 新座市                                | 新座市          |
| 原ケ谷戸村   |              | 明治8年4月8日 片山村 | 片山村                                      | 明治29年3月29日 北足立郡 片山村   | 明治29年3月29日 北足立郡 片山村      | 北足立郡 片山村                                | 北足立郡 片山村                              | 北足立郡 片山村                              | 昭和30年3月1日 北足立郡 新座町       | 昭和45年11月1日 市制               | 新座市                                | 新座市          |
| 辻村         |              | 明治8年4月8日 片山村 | 片山村                                      | 明治29年3月29日 北足立郡 片山村   | 明治29年3月29日 北足立郡 片山村      | 北足立郡 片山村                                | 北足立郡 片山村                              | 北足立郡 片山村                              | 昭和30年3月1日 北足立郡 新座町       | 昭和45年11月1日 市制               | 新座市                                | 新座市          |
| 掘ノ内村     |              | 明治8年4月8日 片山村 | 片山村                                      | 明治29年3月29日 北足立郡 片山村   | 明治29年3月29日 北足立郡 片山村      | 北足立郡 片山村                                | 北足立郡 片山村                              | 北足立郡 片山村                              | 昭和30年3月1日 北足立郡 新座町       | 昭和45年11月1日 市制               | 新座市                                | 新座市          |
| 栗原村       |              | 明治8年4月8日 片山村 | 片山村                                      | 明治29年3月29日 北足立郡 片山村   | 明治29年3月29日 北足立郡 片山村      | 北足立郡 片山村                                | 北足立郡 片山村                              | 北足立郡 片山村                              | 昭和30年3月1日 北足立郡 新座町       | 昭和45年11月1日 市制               | 新座市                                | 新座市          |
| 引又村       | 志木宿       | 志木町               | 志木町                                      | 明治29年3月29日 北足立郡 志木町   | 明治29年3月29日 北足立郡 志木町      | 北足立郡 志木町                                | 昭和19年2月11日 北足立郡 志紀町の一部        | 昭和23年4月1日 分割 北足立郡志木町           | 昭和30年5月3日 北足立郡 足立町の一部 | 昭和45年10月26日 改称・市制 志木市 | 志木市                                | 志木市          |
| 舘村         | 志木宿       | 志木町               | 志木町                                      | 明治29年3月29日 北足立郡 志木町   | 明治29年3月29日 北足立郡 志木町      | 北足立郡 志木町                                | 昭和19年2月11日 北足立郡 志紀町の一部        | 昭和23年4月1日 分割 北足立郡志木町           | 昭和30年5月3日 北足立郡 足立町の一部 | 昭和45年10月26日 改称・市制 志木市 | 志木市                                | 志木市          |
| 上内間木村   | 上内間木村   | 内間木村             | 内間木村                                    | 明治29年3月29日 北足立郡 内間木村 | 明治29年3月29日 北足立郡 内間木村    | 北足立郡 内間木村                              | 昭和19年2月11日 北足立郡 志紀町の一部        | 昭和23年4月1日 分割 北足立郡内間木村         | 昭和30年4月1日 北足立郡 朝霞町       | 昭和42年3月15日 市制               | 朝霞市                                | 朝霞市          |
| 下内間木村   |              | 内間木村             | 内間木村                                    | 明治29年3月29日 北足立郡 内間木村 | 明治29年3月29日 北足立郡 内間木村    | 北足立郡 内間木村                              | 昭和19年2月11日 北足立郡 志紀町の一部        | 昭和23年4月1日 分割 北足立郡内間木村         | 昭和30年4月1日 北足立郡 朝霞町       | 昭和42年3月15日 市制               | 朝霞市                                | 朝霞市          |
| 浜崎村       |              | 内間木村             | 内間木村                                    | 明治29年3月29日 北足立郡 内間木村 | 明治29年3月29日 北足立郡 内間木村    | 北足立郡 内間木村                              | 昭和19年2月11日 北足立郡 志紀町の一部        | 昭和23年4月1日 分割 北足立郡内間木村         | 昭和30年4月1日 北足立郡 朝霞町       | 昭和42年3月15日 市制               | 朝霞市                                | 朝霞市          |
| 田島村       |              | 内間木村             | 内間木村                                    | 明治29年3月29日 北足立郡 内間木村 | 明治29年3月29日 北足立郡 内間木村    | 北足立郡 内間木村                              | 昭和19年2月11日 北足立郡 志紀町の一部        | 昭和23年4月1日 分割 北足立郡内間木村         | 昭和30年4月1日 北足立郡 朝霞町       | 昭和42年3月15日 市制               | 朝霞市                                | 朝霞市          |
| 宮戸村       |              | 内間木村             | 内間木村                                    | 明治29年3月29日 北足立郡 内間木村 | 明治29年3月29日 北足立郡 内間木村    | 北足立郡 内間木村                              | 昭和19年2月11日 北足立郡 志紀町の一部        | 昭和23年4月1日 分割 北足立郡内間木村         | 昭和30年4月1日 北足立郡 朝霞町       | 昭和42年3月15日 市制               | 朝霞市                                | 朝霞市          |
| 膝折村       | 膝折村       | 膝折村               | 膝折村                                      | 明治29年3月29日 北足立郡 膝折村   | 明治29年3月29日 北足立郡 膝折村      | 昭和7年5月1日 改称・町制 北足立郡 朝霞町       | 北足立郡 朝霞町                              | 北足立郡 朝霞町                              | 昭和30年4月1日 北足立郡 朝霞町       | 昭和42年3月15日 市制               | 朝霞市                                | 朝霞市          |
| 溝沼村       |              | 膝折村               | 膝折村                                      | 明治29年3月29日 北足立郡 膝折村   | 明治29年3月29日 北足立郡 膝折村      | 昭和7年5月1日 改称・町制 北足立郡 朝霞町       | 北足立郡 朝霞町                              | 北足立郡 朝霞町                              | 昭和30年4月1日 北足立郡 朝霞町       | 昭和42年3月15日 市制               | 朝霞市                                | 朝霞市          |
| 岡村         |              | 膝折村               | 膝折村                                      | 明治29年3月29日 北足立郡 膝折村   | 明治29年3月29日 北足立郡 膝折村      | 昭和7年5月1日 改称・町制 北足立郡 朝霞町       | 北足立郡 朝霞町                              | 北足立郡 朝霞町                              | 昭和30年4月1日 北足立郡 朝霞町       | 昭和42年3月15日 市制               | 朝霞市                                | 朝霞市          |
| 台村         |              | 膝折村               | 膝折村                                      | 明治29年3月29日 北足立郡 膝折村   | 明治29年3月29日 北足立郡 膝折村      | 昭和7年5月1日 改称・町制 北足立郡 朝霞町       | 北足立郡 朝霞町                              | 北足立郡 朝霞町                              | 昭和30年4月1日 北足立郡 朝霞町       | 昭和42年3月15日 市制               | 朝霞市                                | 朝霞市          |
| 根岸村       |              | 膝折村               | 膝折村                                      | 明治29年3月29日 北足立郡 膝折村   | 明治29年3月29日 北足立郡 膝折村      | 昭和7年5月1日 改称・町制 北足立郡 朝霞町       | 北足立郡 朝霞町                              | 北足立郡 朝霞町                              | 昭和30年4月1日 北足立郡 朝霞町       | 昭和42年3月15日 市制               | 朝霞市                                | 朝霞市          |
| 白子村       | 白子村       | 白子村               | 白子村                                      | 明治29年3月29日 北足立郡 白子村   | 明治29年3月29日 北足立郡 白子村      | 北足立郡 白子村                                | 昭和18年4月1日 北足立郡 大和町               | 昭和18年4月1日 北足立郡 大和町               | 昭和45年10月31日 改称・市制 和光市   | 昭和45年10月31日 改称・市制 和光市 | 和光市                                | 和光市          |
| 下新倉村     |              | 白子村               | 白子村                                      | 明治29年3月29日 北足立郡 白子村   | 明治29年3月29日 北足立郡 白子村      | 北足立郡 白子村                                | 昭和18年4月1日 北足立郡 大和町               | 昭和18年4月1日 北足立郡 大和町               | 昭和45年10月31日 改称・市制 和光市   | 昭和45年10月31日 改称・市制 和光市 | 和光市                                | 和光市          |
| 上新倉村     | 上新倉村     | 新倉村               | 新倉村                                      | 明治29年3月29日 北足立郡 新倉村   | 明治29年3月29日 北足立郡 新倉村      | 北足立郡 新倉村                                | 昭和18年4月1日 北足立郡 大和町               | 昭和18年4月1日 北足立郡 大和町               | 昭和45年10月31日 改称・市制 和光市   | 昭和45年10月31日 改称・市制 和光市 | 和光市                                | 和光市          |
| （字長久保） | （字長久保） | 新倉村               | 明治24年6月15日 東京府北豊島郡 大泉村の一部 | 東京府北豊島郡 大泉村             | 東京府北豊島郡 大泉村                | 昭和7年10月1日 東京府東京市に編入 板橋区の一部 | 昭和18年7月1日 東京都制 東京都板橋区         | 昭和22年8月1日 東京都練馬区                  | 東京都練馬区                         | 東京都練馬区                       | 東京都練馬区                          | 東京都 練馬区   |
| 小榑村       | 小榑村       | 榑橋村               | 明治24年6月15日 東京府北豊島郡 大泉村の一部 | 東京府北豊島郡 大泉村             | 東京府北豊島郡 大泉村                | 昭和7年10月1日 東京府東京市に編入 板橋区の一部 | 昭和18年7月1日 東京都制 東京都板橋区         | 昭和22年8月1日 東京都練馬区                  | 東京都練馬区                         | 東京都練馬区                       | 東京都練馬区                          | 東京都 練馬区   |
| 橋戸村       |              | 榑橋村               | 明治24年6月15日 東京府北豊島郡 大泉村の一部 | 東京府北豊島郡 大泉村             | 東京府北豊島郡 大泉村                | 昭和7年10月1日 東京府東京市に編入 板橋区の一部 | 昭和18年7月1日 東京都制 東京都板橋区         | 昭和22年8月1日 東京都練馬区                  | 東京都練馬区                         | 東京都練馬区                       | 東京都練馬区                          | 東京都 練馬区   |
| 下保谷村     | 下保谷村     | 保谷村               | 保谷村                                      | 明治29年3月29日 北足立郡 保谷村   | 明治40年4月1日 東京府北多摩郡 保谷村 | 昭和15年11月10日 町制                          | 昭和18年7月1日 東京都制 東京都北多摩郡保谷町 | 昭和18年7月1日 東京都制 東京都北多摩郡保谷町 | 昭和42年1月1日 市制                  | 昭和42年1月1日 市制                | 平成13年1月21日 東京都 西東京市の一部 | 東京都 西東京市 |
| 上保谷村     |              | 保谷村               | 保谷村                                      | 明治29年3月29日 北足立郡 保谷村   | 明治40年4月1日 東京府北多摩郡 保谷村 | 昭和15年11月10日 町制                          | 昭和18年7月1日 東京都制 東京都北多摩郡保谷町 | 昭和18年7月1日 東京都制 東京都北多摩郡保谷町 | 昭和42年1月1日 市制                  | 昭和42年1月1日 市制                | 平成13年1月21日 東京都 西東京市の一部 | 東京都 西東京市 |
| 上保谷新田   |              | 保谷村               | 保谷村                                      | 明治29年3月29日 北足立郡 保谷村   | 明治40年4月1日 東京府北多摩郡 保谷村 | 昭和15年11月10日 町制                          | 昭和18年7月1日 東京都制 東京都北多摩郡保谷町 | 昭和18年7月1日 東京都制 東京都北多摩郡保谷町 | 昭和42年1月1日 市制                  | 昭和42年1月1日 市制                | 平成13年1月21日 東京都 西東京市の一部 | 東京都 西東京市 |

## 行政
北足立・新座郡長
| 代 | 氏名 | 就任年月日                | 退任年月日                | 備考                             |
| -- | ---- | ------------------------- | ------------------------- | -------------------------------- |
| 1  |      | 明治11年（1879年）3月17日 |                           |                                  |
|    |      |                           | 明治29年（1896年）3月31日 | 北足立郡との合併により新座郡廃止 |